# Topisi
Topisi è un villaggio del Botswana situato nel distretto Centrale, sottodistretto di Serowe Palapye. Il villaggio, secondo il censimento del 2011, conta 1.545 abitanti.

## Località
Nel territorio del villaggio sono presenti le seguenti 18 località:
- Dilolwane di 27 abitanti,
- Kolojwane di 13 abitanti,
- Lechana di 101 abitanti,
- Lechana Siding,
- Makgwelekgwele di 3 abitanti,
- Maope di 36 abitanti,
- Maope Quarry Camp di 4 abitanti,
- Maope Siding,
- Mhatane di 12 abitanti,
- Mmamosarwana,
- Motanalo di 63 abitanti,
- Naka-la-Phala di 36 abitanti,
- Ratobo Cattle Post di 52 abitanti,
- Seokane,
- Shalakwe di 93 abitanti,
- Tibalekole,
- Topisi Lands,
- Toutswe di 24 abitanti